# Фабріціо Мікколі
Фабріціо Мікколі (італ. Fabrizio Miccoli, нар. 27 червня 1979, Нардо) — італійський футболіст, що грав на позиціях півзахисника і нападника, зокрема, за «Ювентус» та «Палермо», а також національну збірну Італії.

## Клубна кар'єра
Народився 27 червня 1979 року в місті Нардо. Вихованець юнацьких команд футбольних клубів «Сан Донато», «Мілан» та  «Казарано».
У дорослому футболі дебютував 1996 року виступами за головну команду «Казарано», в якій провів два сезони, взявши участь у 57 матчах третього італійського дивізіону.
Згодом протягом чотирьох сезонів грав у другому дивізіоні за «Тернану», в іграх за яку відзначився 32 голами у 120 іграх, отримавши статус одного з найперспективніших атакувальних гравців італійського футболу.
Влітку 2002 року конкуренцію за гравця виграв «Ювентус», який, щоправда, відразу ж віддав його в оренду до «Перуджі», одного з аутсайдерів Серії A. Після пристойного дебютного сезону на рівні найвищого дивізіону Мікколі перед сезоном 2003/04 приєднався до основної команди «старої сеньйори» і вийшов у її стартовому складі на першу ж гру сезону — матч за Суперкубок Італії 2003, в якому у серії пенальті був обіграний «Мілан». Загалом протягом сезону взяв участь у 38 іграх за «Юве» в усіх турнірах, відзначившись 10-ма голами.
Влітку 2004 року головний тренер «Ювентуса» Марчелло Ліппі прийняв пропозицію очолити національну збірну Італії, а його наступник на посаді у клубі Фабіо Капелло не побачив у Мікколі гравця, що може бути корисним у його баченні тактики команди. Тож сезон 2004/05 нападник розпочав вже у новій команді, якою стала «Фіорентина», яка щойно повернулася до найвищого дивізіону і шукала варіанти посилення складу в умовах обмеженого бюджету, тож погодилася викупити половину прав на нападника за 7 мільйонів євро. У флорентійській команді він став ключовою фігурою в лінії нападу і її найкращим бомбардиром, забивши 12 голів у 35 іграх сезону в Серії A і допомігши їй зберегти місце у найвищому дивізіоні.
По завершенні сезону 2004/05 «Ювентус» і «Фіорентина» провели сліпий аукціон, переможцем якого став туринський клуб, повернувши собі 100% прав на гравця. Попри це нападник не входив до планів його тренерського штабу, тож його було віддано в оренду до португальської «Бенфіки», де він провів наступні два роки ігрової кар'єри, регулярно відзначаючись забитими голами.
2007 року повернувся на батьківщину, уклавши трирічний контракт з клубом «Палермо», який сплатив за трансфер 4,3 мільйони євро. у новій команді став лідером нападу, зокрема встановивши в сезоні 2009/10 особистий рекорд результативності — 19 голів у 35 іграх чемпіонату. Загалом провів за «Палермо» шість сезонів, а влітку 2013, після завершення чергового контракту з клубом, його залишив, провівши на той момент у його складі 179 матчів і забивши 81 гол в усіх турнірах.
Згодом провів два сезони у друголіговому «Лечче», а завершив ігрову кар'єру на Мальті, де протягом другої половини 2015 року грав за місцеву «Біркіркару».

## Виступи за збірні
Протягом 1996–1997 років грав за юнацьку збірну Італії (U-18), загалом на юнацькому рівні взявши участь у 10 іграх і відзначившись 5 забитими голами.
2003 року дебютував в офіційних матчах у складі національної збірної Італії. Протягом наступних двох років провів у її формі 10 матчів, забивши 2 голи.

## Статистика виступів

### Статистика клубних виступів
| Сезон                | Команда              | Чемпіонат            | Чемпіонат | Чемпіонат | Національний кубок | Національний кубок | Національний кубок | Континентальні кубки | Континентальні кубки | Континентальні кубки | Інші змагання | Інші змагання | Інші змагання | Усього | Усього |
| Сезон                | Команда              | Ліга                 | Ігор      | Голів     | Ліга               | Ігор               | Голів              | Ліга                 | Ігор                 | Голів                | Ліга          | Ігор          | Голів         | Ігор   | Голів  |
| -------------------- | -------------------- | -------------------- | --------- | --------- | ------------------ | ------------------ | ------------------ | -------------------- | -------------------- | -------------------- | ------------- | ------------- | ------------- | ------ | ------ |
| 1996–97              | «Казарано»           | C1                   | 27        | 8         | КІ-C               | 2                  | 0                  | -                    | -                    | -                    | -             | -             | -             | 29     | 8      |
| 1997–98              | «Казарано»           | C1                   | 30        | 11        | КІ-C               | -                  | -                  | -                    | -                    | -                    | -             | -             | -             | 30     | 11     |
| Усього за «Казарано» | Усього за «Казарано» | Усього за «Казарано» | 57        | 19        |                    | 2                  | 0                  |                      | -                    | -                    |               | -             | -             | 59     | 19     |
| 1998–99              | «Тернана»            | B                    | 30        | 1         | КІ                 | 2                  | 0                  | -                    | -                    | -                    | -             | -             | -             | 32     | 1      |
| 1999–00              | «Тернана»            | B                    | 33        | 9         | КІ                 | 7                  | 0                  | -                    | -                    | -                    | -             | -             | -             | 40     | 9      |
| 2000–01              | «Тернана»            | B                    | 23        | 7         | КІ                 | 2                  | 0                  | -                    | -                    | -                    | -             | -             | -             | 25     | 7      |
| 2001–02              | «Тернана»            | B                    | 34        | 15        | КІ                 | 4                  | 3                  | -                    | -                    | -                    | -             | -             | -             | 38     | 18     |
| Усього за «Тернану»  | Усього за «Тернану»  | Усього за «Тернану»  | 120       | 32        |                    | 15                 | 3                  |                      | -                    | -                    |               | -             | -             | 135    | 35     |
| 2002–03              | «Перуджа»            | A                    | 34        | 9         | КІ                 | 6                  | 5                  | Інт                  | 2                    | 2                    | -             | -             | -             | 42     | 16     |
| 2003–04              | «Ювентус»            | A                    | 25        | 8         | КІ                 | 6                  | 1                  | ЛЧ                   | 6                    | 1                    | СІ            | 1             | 0             | 38     | 10     |
| серп. 2004           | «Ювентус»            | A                    | 0         | 0         | КІ                 | 0                  | 0                  | ЛЧ                   | 1                    | 0                    | -             | -             | -             | 1      | 0      |
| 2004–05              | «Фіорентина»         | A                    | 35        | 12        | КІ                 | 4                  | 0                  | -                    | -                    | -                    | -             | -             | -             | 39     | 12     |
| Усього за «Ювентус»  | Усього за «Ювентус»  | Усього за «Ювентус»  | 25        | 8         |                    | 6                  | 1                  |                      | 7                    | 1                    |               | 1             | 0             | 39     | 10     |
| 2005–06              | «Бенфіка»            | ПЛ                   | 17        | 4         | КП                 | 0                  | 0                  | ЛЧ                   | 6                    | 2                    | СП            | -             | -             | 23     | 6      |
| 2006–07              | «Бенфіка»            | ПЛ                   | 22        | 10        | КП                 | 0                  | 0                  | ЛЧ+КУЄФА             | 5+6                  | 2+1                  |               | -             | -             | 33     | 13     |
| Усього за «Бенфіку»  | Усього за «Бенфіку»  | Усього за «Бенфіку»  | 39        | 14        |                    | 0                  | 0                  |                      | 17                   | 5                    |               |               |               | 56     | 19     |
| 2007–08              | «Палермо»            | A                    | 22        | 8         | КІ                 | 0                  | 0                  | КУЄФА                | 0                    | 0                    | -             | -             | -             | 22     | 8      |
| 2008–09              | «Палермо»            | A                    | 30        | 14        | КІ                 | 1                  | 0                  | -                    | -                    | -                    | -             | -             | -             | 31     | 14     |
| 2009–10              | «Палермо»            | A                    | 35        | 19        | КІ                 | 3                  | 3                  | -                    | -                    | -                    | -             | -             | -             | 38     | 22     |
| 2010–11              | «Палермо»            | A                    | 21        | 9         | КІ                 | 4                  | 1                  | ЛЄ                   | 3                    | 0                    | -             | -             | -             | 28     | 10     |
| 2011–12              | «Палермо»            | A                    | 28        | 16        | КІ                 | 0                  | 0                  | ЛЄ                   | 2                    | 1                    | -             | -             | -             | 30     | 17     |
| 2012–13              | «Палермо»            | A                    | 29        | 8         | КІ                 | 1                  | 2                  | -                    | -                    | -                    | -             | -             | -             | 30     | 10     |
| Усього за «Палермо»  | Усього за «Палермо»  | Усього за «Палермо»  | 165       | 74        |                    | 9                  | 6                  |                      | 5                    | 1                    |               | -             | -             | 179    | 81     |
| 2013–14              | «Лечче»              | ЛП1Д                 | 24+3      | 13+1      | КІ+КІ-ЛП           | 3+1                | 0                  | -                    | -                    | -                    | -             | -             | -             | 31     | 14     |
| 2014–15              | «Лечче»              | ЛП                   | 17        | 3         | КІ+КІ-ЛП           | 1+1                | 2+0                | -                    | -                    | -                    | -             | -             | -             | 19     | 5      |
| Усього за «Лечче»    | Усього за «Лечче»    | Усього за «Лечче»    | 41+3      | 16+1      |                    | 6                  | 2                  |                      | -                    | -                    |               | -             | -             | 50     | 19     |
| 2015–16              | «Біркіркара»         | ЧМ                   | 11        | 6         | КМ                 | 0                  | 0                  | ЛЄ                   | 4                    | 2                    | СМ            | 1             | 1             | 16     | 9      |
| Усього за кар'єру    | Усього за кар'єру    | Усього за кар'єру    | 527+3     | 190+1     |                    | 48                 | 17                 |                      | 35                   | 11                   |               | 2             | 1             | 615    | 220    |

### Статистика виступів за збірну
| Дата       | Місто      | Господарі  | Результат | Гості             | Турнір            | Голи | Примітки |
| ---------- | ---------- | ---------- | --------- | ----------------- | ----------------- | ---- | -------- |
| 12-2-2003  | Генуя      | Італія     | 1 – 0     | Португалія        | товариський матч  | -    |          |
| 29-3-2003  | Палермо    | Італія     | 2 – 0     | Фінляндія         | Відбір до ЧЄ 2004 | -    | 87'      |
| 30-4-2003  | Женева     | Швейцарія  | 1 – 2     | Італія            | товариський матч  | -    | 63'      |
| 3-6-2003   | Кампобассо | Італія     | 2 – 0     | Північна Ірландія | товариський матч  | -    | 57'      |
| 12-11-2003 | Варшава    | Польща     | 3 – 1     | Італія            | товариський матч  | -    | 62'      |
| 31-3-2004  | Брага      | Португалія | 1 – 2     | Італія            | товариський матч  | 1    | 46'      |
| 28-4-2004  | Генуя      | Італія     | 1 – 1     | Іспанія           | товариський матч  | -    | 87'      |
| 18-8-2004  | Рейк'явік  | Ісландія   | 2 – 0     | Італія            | товариський матч  | -    | 46'      |
| 4-9-2004   | Палермо    | Італія     | 2 – 1     | Норвегія          | Відбір до ЧС 2006 | -    | 73'      |
| 17-11-2004 | Мессіна    | Італія     | 1 – 0     | Фінляндія         | товариський матч  | 1    | 46'      |
| Усього     |            | Матчів     | 10        |                   | Голів             | 2    |          |

## Титули і досягнення

### Командні
- Володар Суперкубка Італії з футболу (1):

«Ювентус»: 2003

### Особисті
- Найкращий бомбардир Кубка Італії (1):

2002-2003 (5)